# Сальвадорский университет
Сальвадорский университет (исп. Universidad de El Salvador) — старейший университет в Сальвадоре. Главный национальный университет страны. Главный кампус, Сьюдад Университариа, находится в столице, Сан-Сальвадоре. Открыты филиалы университета в других сальвадорских городах, таких как Санта-Ана, Сан-Мигель и Сан-Висенте, муниципалитете Нуэва-Консепсьон,  департамента Чалатенанго.

## История
Сальвадорский университет был основан 16 февраля 1841 года президентом Хуаном Линдо по инициативе генерала Франсиско Малеспина и священника Крисанто Саласара.
На протяжении большей части своего существования университет сталкивался с отсутствием государственной поддержки и финансирования. В 1950-е годы Сальвадорский университет столкнулся с противодействием со стороны авторитарного правительства страны, а многие студенты и преподаватели вуза стали жертвами военных репрессий. В 1970-х годах происходили студенческие бунты. 19 июля 1972 года полковнику Артуро Армандо Молине было приказано подавить студенческое восстание военным путём. До конца 1973 года университетский кампус был оккупирован войсками. Когда университет вновь открылся, то началась кампания против университетского сообщества. Университет обвиняли в распространении марксистской идеологии. В последующие годы сотни студентов, преподаватели, университетские органы управления столкнулись с правительственными репрессиями. В октябре 1980 года за свои левые симпатии был убит ректор университета, президент Всемирной университетской службы и вице-президент Международной ассоциации университетов Феликс Ульоа.
26 июня 1980 года здание университета было вновь оккупировано армией, после чего Четыре года университет не функционировал. 10 октября 1986 года в ходе землетрясения была серьёзно повреждена инфраструктура университета в Сан-Сальвадоре До конца Гражданской войны в Сальвадоре университет так и не был восстановлен.
В 1991 году с избранием нового ректора Фабио Кастильо начался период восстановления университета. Ректор университета Мария Исабель Родригес, занимавшая эту должность в 1999—2008 годах, обратилась за помощью к правительству, и кампус университета был отреставрирован.
6 июля 2005 года разрослось студенческое движение против президента Элиаса Антонио Сака Гонсалеса из-за возможного увеличения тарифов в общественном транспорте. Молодёжные протесты закончились стычкой между полицией и демонстрантами, несколько человек получили ранения и повреждено имущество. Год спустя, 5 июля 2006 года, поднялась новая волна протестов против Антонио Сака. После повышения тарифов на общественный транспорт начались новые демонстрации, которые закончились перестрелкой между некоторыми протестующими и полицией. В перестрелке погибли два сотрудника Национальной гражданской полиции, несколько полицейских получили ранения. Этот случай был судим и осужден протестующих Хосе Марио Бельосо Кастильо и Луис Антонио Эррадор Фюнес, соответственно, в качестве автора и соучастник убийства обоих сотрудников полиции. Во время этих событий снайперы Национальной гражданской полиции ранили сотрудника университета, а также стреляли по зданию университета. В результате этих событий университет была закрыт в течение следующих шести дней, пока не закончилась работа полиции по сбору доказательств против виновных в смерти двух сотрудников. Нападением вооруженных сотрудников полиции, правительство Антонио Сака непосредственно обвинил ФНОФМ в запланировав эти беспорядки, в связи с тем, что автор снимков и его соучастника были связаны с этой политической партии. ФНОФМ, однако, публично отверг обвинения и одна отрываются от насильственных действий, совершенных одними и теми же боевиками, причастных к убийству обоих ОМОНа. Позже собственный президент Антонио Сака отказался от проделав это обвинение. Администрация Сальвадорского университета отделилась от этих событий и заявила, что действия полиции нарушают их университетскую автономию.
С 2013 года университет столкнулся с критическим состоянием из-за дефицита бюджета в размере $6,5 млн до 2015 года.

## Факультеты

### Центральный кампус (Сан-Сальвадор)
- Агрономический факультет
- Факультет экономических наук

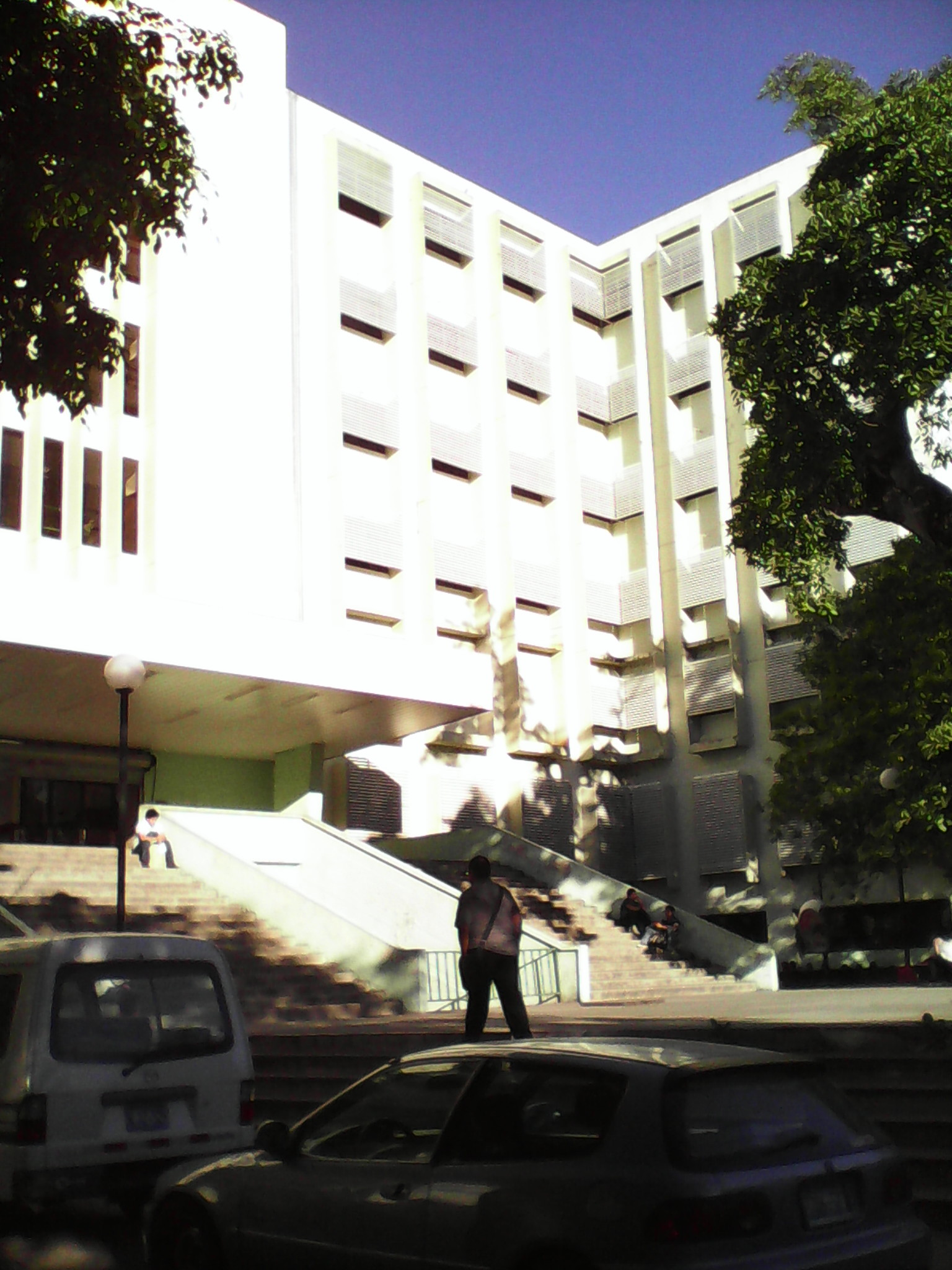
Главное здание Медицинского факультета

- Факультет естественных и гуманитарных наук
- Факультет естественных наук и математики
- Инженерно-архитектурный факультет
- Факультет юридических и социальных наук
- Медицинский факультет
- Факультет стоматологии
- Факультет химии и фармацевтики

### Филиалы
- Западный многопрофильный факультет (Санта-Ана)
- Восточный многопрофильный факультет (Сан-Мигель)
- Парацентральный многопрофильный факультет (Сан-Висенте)

## Известные выпускники
- Эухенио Агилар
- Франсиско Бертранд
- Хуан Хосе Каньяс
- Фернандо Фигероа
- Рафаэль Менхивар Ларин
- Хосе Антонио Моралес Эрлих